# Kurt Beck
Kurt Beck (Bad Bergzabern, 5 de febrero de 1949) es un político alemán primer ministro del estado federado de Renania-Palatinado desde 1994 hasta 2013 y presidente del Partido Socialdemócrata de Alemania (SPD) desde mayo de 2006 hasta septiembre de 2008. Así mismo fue vicepresidente de la Internacional Socialista entre 2006 y 2008.

## Biografía
Nacido como hijo de un albañil, de pequeño sufrió una enfermedad que daño su piel y lo dejó sin cejas. En 1963 se enroló en la Bundeswehr, pero tuvo que renunciar tras sufrir una fractura de tobillo. Posteriormente Beck trabajó como electromecánico y fue elegido al comité de su empresa como representante de los trabajadores.
Kurt Beck y su mujer, Roswitha, viven en Steinfeld, al sur de Renania-Palatinado, y tienen un hijo (Stefan Beck).

## Trayectoria política

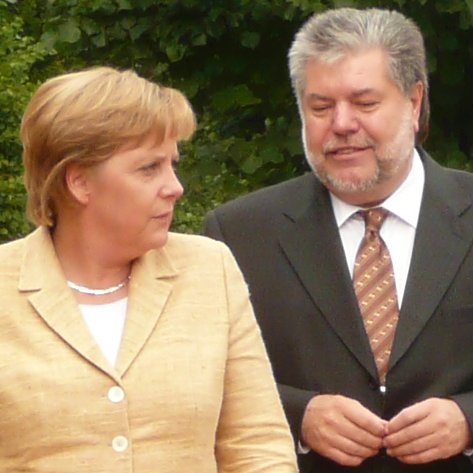
Kurt Beck y Angela Merkel.

En 1972, entró en el Partido Socialdemócrata (SPD), siendo elegido portavoz de su partido en el estado federado de Renania-Palatinado en 1993 y vicepresidente federal del partido en 2003.
En 1994, fue elegido primer ministro de Renania-Palatinado. Como tal, destacó por su actitud centrista, formando una coalición de gobierno con el partido liberal (FDP), en vez de Los Verdes, más de izquierdas y socio “natural” de los socialdemócratas. A pesar de los malos resultados del SPD a escala federal desde 2002, el partido mantuvo una popularidad extraordinariamente alta en Renania-Palatinado bajo el gobierno de Beck. En marzo de 2006, ganó la mayoría absoluta en este estado federado. No obstante, Beck ofreció al FDP continuar la coalición, pero los liberales se negaron, y el SPD pasó a gobernar en solitario.
Poco después, el 14 de mayo de 2006, Beck fue elegido, además, presidente federal de su partido. Sucedió en el cargo a Matthias Platzeck, el cual había dimitido un mes antes a causa de razones de salud. Desde 2005, el SPD forma un gobierno de coalición con la Unión Demócrata Cristiana de Alemania (CDU) de Angela Merkel.
Sin embargo, la popularidad de Beck no logró expandirse de Renania-Palatinado al total de la República Federal. Muchos medios de comunicación le atribuyeron un comportamiento político demasiado "provinciano" que no encajaba con las exigencias a nivel federal
Después de sufrir duras críticas dentro de su partido por la mala situación del SPD en las encuestas de intención de voto, el 7 de septiembre de 2008 Beck renunció a la presidencia del partido y a ser el candidato principal del SPD en las elecciones alemanas de 2009. Su sucesor como presidente del partido fue Franz Müntefering (que ya lideró el SPD entre 2004 y 2005); como candidato a la cancillería fue designado Frank-Walter Steinmeier. Sin embargo, Beck mantuvo su cargo como presidente de Renania-Palatinado. En 2013 presentó su renuncia al cargo y fue sucedido por Malu Dreyer.

## Posiciones políticas
A pesar de su cargo destacado como presidente del SPD, Kurt Beck tardó en conseguir lanzar un programa político propio. En Renania-Palatinado consiguió la fama de ser un centrista "cercano al pueblo" y fue barajado como candidato a la cancillería en una posible futura coalición entre socialdemócratas, liberales y verdes. Sin embargo, desde otoño de 2007 empezó  a darle un rumbo más izquierdista a su partido, defendiendo posiciones como la prolongación del subsidio a los desempleados y la introducción de un salario mínimo.
A finales de 2006, Beck causó una polémica cuando un obrero desempleado y barbudo le reprochó en un acto público las políticas de recortes sociales del SPD y Beck le contestó: “Lávese y aféitese usted, y ya encontrará un empleo.” La frase fue multiplicada por los medios de comunicación y la polémica se agravó cuando el desempleado se presentó afeitado de hecho. Para contestar a las críticas, Beck le ofreció organizarle varias entrevistas de trabajo, pero el obrero lo rechazó. Sin embargo, en enero de 2007, efectivamente encontró un trabajo como “experto de música punk” en un pequeño canal de televisión.
En abril de 2007, Beck propuso organizar una conferencia de paz en Afganistán incluyendo a los “talibán moderados”, a lo cual contestó el ministro de Exteriores afgano tildándole de “ignorante”, ya que, según él, no existían “talibán moderados”, y comparando la propuesta de Beck con la de “crear en Renania-Palatinado una coalición entre SPD y NPD (partido neonazi)”. No obstante, pocos meses más tarde el propio presidente afgano Hamid Karzai anunció una oferta de paz a los talibanes dispuestos de dejar las armas.
En el contexto de la presidencia alemana del Consejo de la Unión Europea 2007 y tras la cumbre europea que acordó el Tratado de Reforma, Beck subrayó en el mes de junio de 2007 en Berlín: “Es un buen día para Europa”. “el reconocimiento de la necesidad de renovar conjuntamente la Unión Europea supone un gran avance y una importante señal de cambio. Además, la presidencia alemana de turno del Consejo de la UE tuvo que ver en buena parte de los logros alcanzados", agregó. A continuación, en un congreso en Hanóver Beck expresó: “Lo que ha logrado (Merkel) en esa situación increíblemente difícil es digno de nuestro respeto y apoyo”.
En otoño de 2007, Kurt Beck hizo suya la exigencia de prolongar el subsidio primario (Arbeitslosengeld I, en alemán) a los desempleados mayores de 50 años. Esta propuesta, que revocaría parcialmente una de las reformas económicas más importantes de la época de Gerhard Schröder, llevó a una confrontación abierta de Beck von Franz Müntefering, ministro de Trabajo y Asuntos Sociales y también miembro del SPD. Sin embargo, en octubre de 2007 la cúpula del partido aceptó la propuesta de Beck y la incorporó en el programa del partido. Esto fue considerado un giro a la izquierda del SPD y un refuerzo de Beck dentro del espectro político. 
Además, Beck defendió la introducción de un salario mínimo, algo que no existía entonces en Alemania y que tenía el apoyo prácticamente unánime del SPD, pero que había sido vetado siempre por la CDU, su socio de gobierno. Es en este punto en el que más se enfrentó Beck a la canciller Merkel, reprochándole incluso "faltar a su palabra" cuando ella, después de insinuar un acuerdo sobre un salario mínimo en el sector de correos (a punto de ser liberalizado en Alemania), se retractó después de una noche de negociaciones en noviembre de 2007. Sin embargo, un mes más tarde sí se logró un acuerdo de mínimas entre SPD y CDU sobre la introducción de este salario mínimo sectorial.
Cuando en noviembre de 2007 Franz Müntefering dimitió de su cargo de ministro de Trabajo y vicecanciller (por graves asuntos familiares, a saber, la enfermedad de su esposa), se especulaba que Beck podría sucederle y así entrar en el gabinete federal. Sin embargo, optó por seguir como presidente de Renania-Palatinado, así que el sucesor de Müntefering fue Olaf Scholz (SPD).
A inicios de 2008, Beck se vio envuelto en una fuerte polémica después de las elecciones regionales de Hesse. Antes de estas elecciones, el SPD había anunciado que en ningún caso iba a cooperar con el partido La Izquierda (poscomunista) para formar el gobierno regional. Sin embargo, el resultado electoral no dio una mayoría absoluta ni a una posible coalición de derechas (CDU-FDP) ni a una coalición rojiverde (SPD-Los Verdes) sin La Izquierda. Cuando, después de unas semanas de bloqueo político, la líder regional del SPD de Hesse, Andrea Ypsilanti sugirió un gobierno de minoría rojiverde, tolerado por La Izquierda, Beck le dio su visto bueno. Este paso fue duramente criticado por la mayoría de los medios de comunicación alemanes, acusando a Beck e Ypsilanti de incumplir sus promesas electorales. Además, Beck fue criticado dentro del partido por el error "estratégico" de anunciar el cambio de su posición respecto a una cooperación con La Izquierda justamente una semana antes de las elecciones regionales de Hamburgo, donde la polémica causada le costó un gran número de votos al SPD. Finalmente, Beck sufrió la humillación de que una diputada regional del SPD de Hesse anunció que iba a votar en contra de la formación de un gobierno rojiverde dependiente de La Izquierda, por lo que peligraba la escasa mayoría de Ypsilanti en el parlamento regional, así que ésta terminó por posponer su intención de ser elegida presidenta regional.
Durante los meses siguientes, Beck trató de establecer el principio de que el SPD podía pactar con La Izquierda a nivel municipal y regional, siempre según las situaciones concretas, pero que seguía rechazando una cooperación a nivel nacional después de las elecciones federales de 2009. Sin embargo, en los sondeos de opinión la popularidad y credibilidad de Beck sufrieron un enorme retroceso, igual que los porcentajes del SPD en la intención de voto, que cayeron bajo mínimos históricos. Esto provocó que, a inicios de septiembre de 2008, Beck renunciara a la presidencia de su partido.